# 루이스 해밀턴

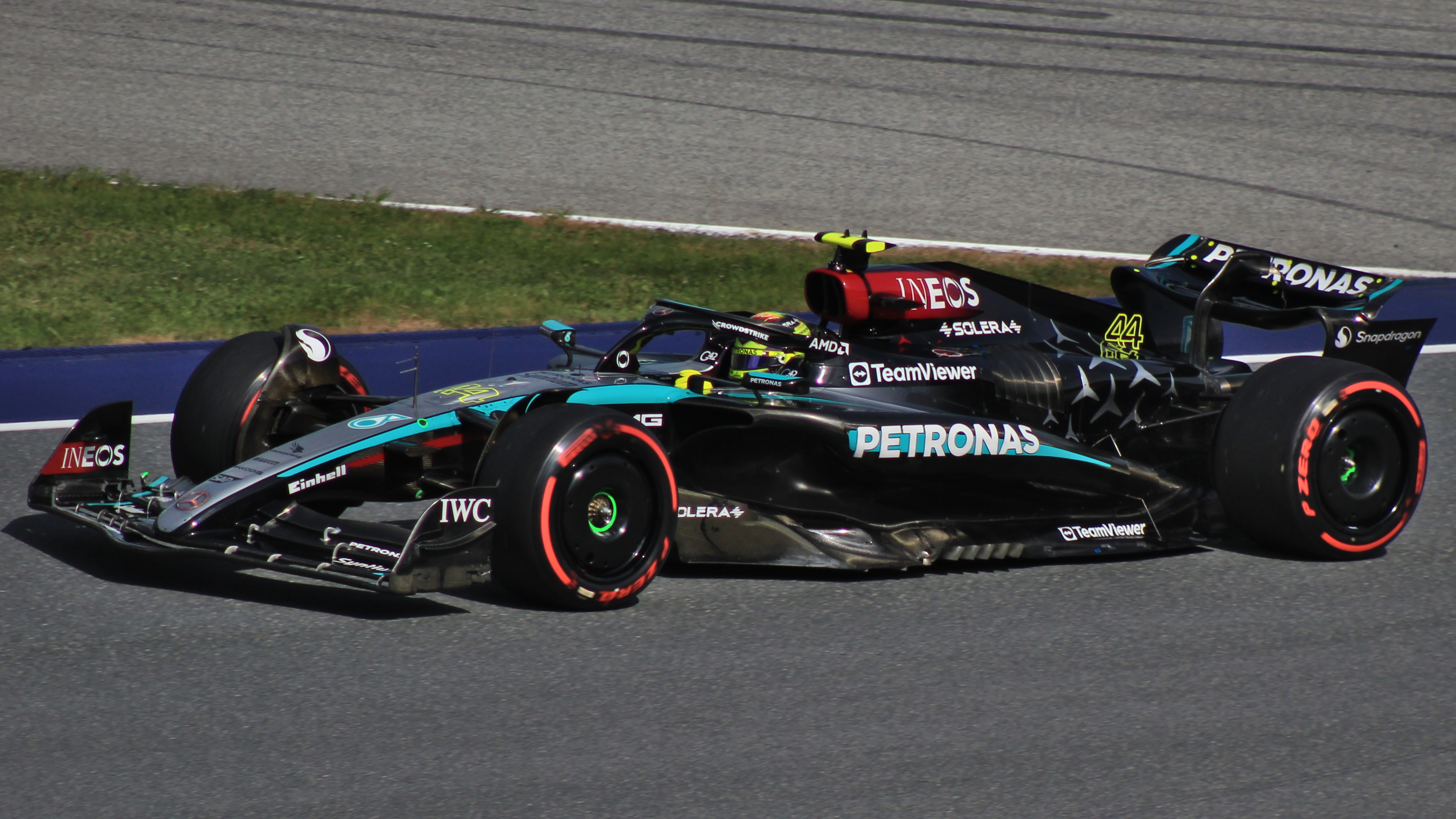
2024년 오스트리아 그랑프리 당시 루이스 해밀턴의 주행 모습

루이스 칼 데이비드슨 해밀턴 경(영어: Sir Lewis Carl Davidson Hamilton, MBE, 1985년 1월 7일 ~ )은 영국 하트퍼드셔주 스테버니지 출신의 포뮬러 원 레이싱 선수이다. 2008, 2014, 2015, 2017, 2018, 2019, 2020년까지 총 7회의 포뮬러 원 월드 챔피언이며, F1 최초의 흑인 선수이기도 하다. 또한 2020년 10월 26일 포르투갈 그랑프리 이후 미하엘 슈마허를 제치고 포뮬러 원 경주에서 가장 많이 우승한 선수로 기록되었다. 루이스 해밀턴이 기록한 7번의 월드 챔피언은 미하엘 슈마허와 같은 기록이며, 이외에 현재까지 그랑프리 우승, 폴 포지션, 포디움, 총 득점수 부문에서 최다 기록을 가지고 있어 슈마허와 함께 F1 역사상 가장 위대한 선수 중 한명으로 평가받고 있다. 첫 그랑프리 우승은 2007년 캐나다 그랑프리에서 맥라렌 드라이버로서 기록했으며 첫 월드 챔피언은 2008년 시즌에 기록했다.
루이스 해밀턴은 2012년 일본 그랑프리를 앞두고 맥라렌에서 메르세데스로 이적했고 메르세데스에서만 6회의 월드 챔피언을 기록했다.
2014년, 2020년 BBC 올해의 스포츠인상 수상자로 선정되기도 했으며 현재까지 크고 작은 다양한 상을 수상했는데 가장 최근에는 2020년 2월 18일, 독일 베를린에서 열린 로레우스 세계 스포츠 어워드에서 리오넬 메시와 함께 올해의 남자선수 상을 받았다.
2020년 영국 타임스 선정 '가장 영향력 있는 100인'에 포함되었다.
2021년 10월 26일, 포르투갈 그랑프리에서의 승리를 포함하여 총 100회 우승하면서, 91회의 우승 기록을 가진 미하엘 슈마허를 넘어섰다.
2020년 12월 1일 코로나바이러스감염증-19에 확진돼 대회에 참가하지 못하다가, 12월 11일 음성 판정을 받아 복귀하게 되었다.

## 서훈
- 2009년 대영제국 훈장 5등급(MBE) 수훈[2]
- 2021년 기사작위(Knight Bachelor) 서임[1]